# محطة توليد الكهرباء بالطاقة الشمسية والغاز في حاسي الرمل

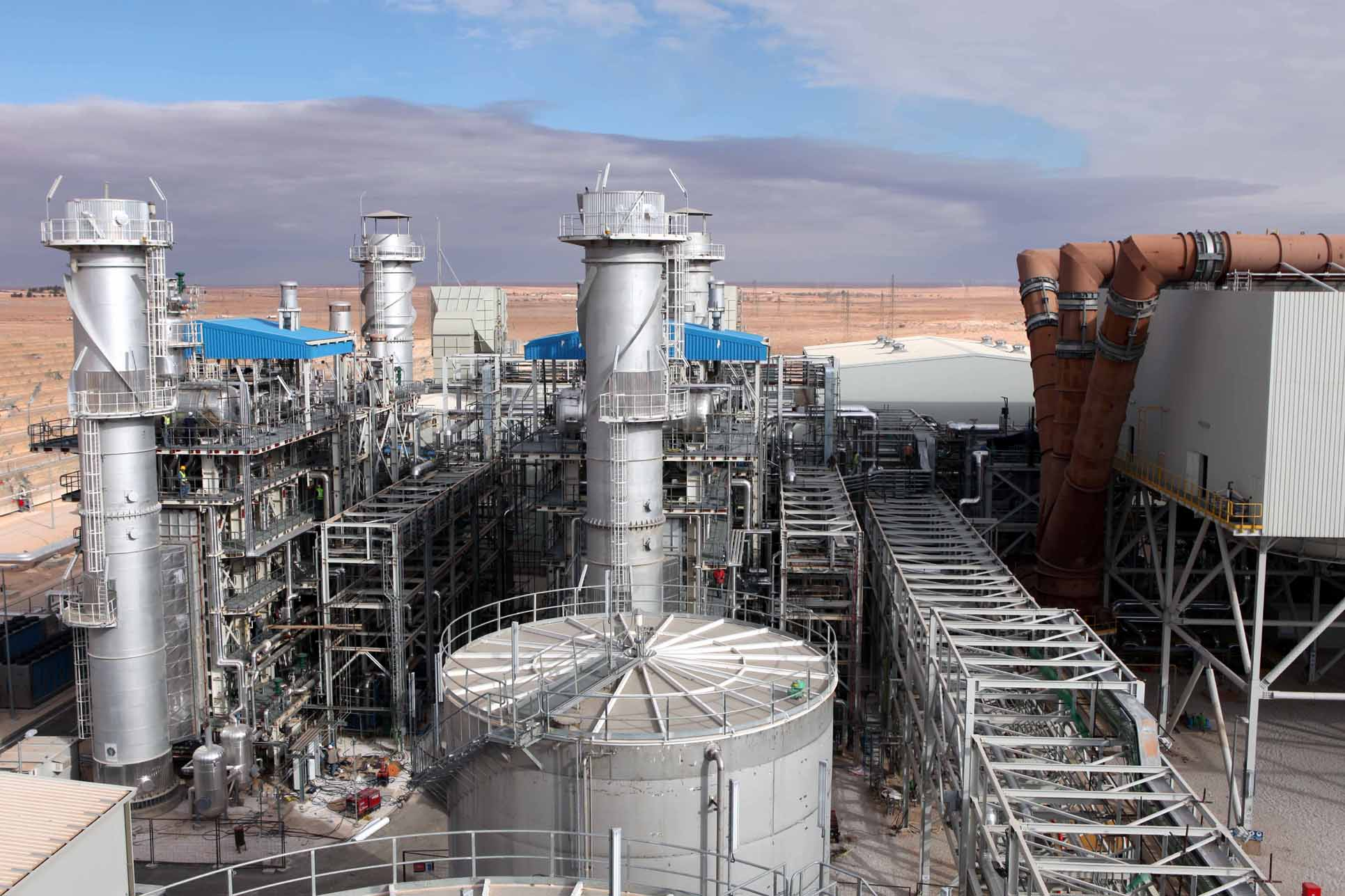
محطة للطاقة الهجينة بالجزائر

صورة هندسية لأول محطة للطاقة الهجينة عالميا في الجزائر

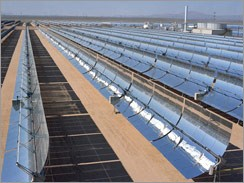
صورة للوحات الشمسية الجزائر

محطة توليد الكهرباء بالطاقة الشمسية والغاز في حاسي الرمل هي محطة هجينة تجمع بين الشمس والغاز وهي الأولى من نوعها في العالم، تقع المحطة في منطقة تيلغمت على بعد 25 كلم شمال حاسي الرمل.
- ومحطة التوليد الجديدة للكهرباء هذه التي تقام في حاسي الرمل يتمثل تشكيلها في الدورة المركبة قوامها الغاز من 130 ميغاوات وحقل شمسي من مركزات التقاط الحرارة الشمسية بقوة 30 ميغاوات تقريبا. وسيفوق نصيب الإنتاج انطلاقا من الحقل الشمسي %5 من مجموع إنتاج الكهرباء. والذي يتولى تطوير هذا المشروع هو فرع NEAL (الجزائر للطاقة الجديدة) وهي شركة تساهم فيها سونلغاز وسوناطراك بمقدار %45 لكل واحدة منها وشركة SIM (سيم) (%10 من الأسهم).
- إن هذا المشروع المبتدع من حيث حجمه واختيار التكنولوجيا الهجينة الجامعة بين الغاز والشمس تبلغ طاقته الصافية المنشأة نحو 15 ميغاوات وقد تطلب استثمارا بمبلغ 315,8 مليون يورو.[4] وقد أسند عقد من نمط (BOO) : تصميم، بناء ،استغلال وصيانة، إلى الشركة الإسبانية (أبينر) التي تعد بمثابة زعيم عالمي في هذا الميدان.

## أهداف تصديرية
ومن بين الأهداف الطموحة للمشروع تصدير الكهرباء إلى أوروبا، إذ تتوقع الشركة الجزائرية للطاقة المتجددة أن يصل الطلب إلى ستة ألاف ميغاوات شمسي بحلول 2020 وهو ما يعادل 10% من احتياجات أوروبا.وهذا بفضل برنامج وصل الكهرباء نحو إسبانيا التي ستكون مدخلا لسوق الكهرباء الأوروبية.

## طموح الجزائر المستقبلي
ومن المنتظر إنجاز ثلاث محطات أخرى منها محطة النعامة بقوة أربعمئة ميغاوات شمسي، وإنشاء قاعدة صناعية وتكنولوجية بالقرب من محطة حاسي الرمل أواخر 2007. واعتبرت أن الجزائر لا تكتفي بإنجاز المشاريع وإنما امتلاك التكنولوجيا.

## التدشين
يوم 14 يوليو 2011، دشن كل من وزير الطاقة والمناجم الجزائري يوسف يوسفي والوزير الاسباني للصناعة والسياحة والتجارة ميغال سيباستيان المحطة وبدأ تشغيلها.

## مصنع الألواح الشمسية
يتم صنع الألواح الشمسية بمصنع الرويبة شرق الجزائر العاصمة بطاقة انتاجية 120 ميغاوات في السنة ويشغل 500 عامل، وقد تم انجاز هذا المصنع للالواح الشمسية بمدينة رويبة شرق الجزائر العاصمة لتزويد السوق الوطنية وإلى التصدير، فقد بدأ انجاز هذا المصنع في فبراير 2011 وتم الانتهاء من الإنجاز في بداية 2013 بكلفة 408 مليون دولار

## روابط خارجية
- حل ايكولوجي وبديل طاقوي